# Stammliste der Meinheringer
Der Artikel enthält eine Stammliste der Meinheringer mit den in der Wikipedia vertretenen Personen und wichtigen Zwischengliedern.

## Die Burggrafen von Meißen 1199–1426
Der erste bekannte Vertreter des Hauses war Meinher I. Er erscheint 1171 als praefectus, dann 1196 als Graf von Werben (Burgwerben)
A1. Meinher I., (1171) Burggraf von Werben, (14. Juni 1199) Burggraf von Meißen, (* vor 1171; † zw. 18. August 1217 und 8. Januar 1218); ⚭ (1187) Irmentrut († nach 1218)
B1. Meinher II., (1214) Burggraf von Meißen, (* 1203; † nach 22. November 1250); ⚭ Dobrita von Riesenburg († vor 25. April 1264), Tochter von Bohuslav I. von Hrabischitz (1180–1241)
C1. Meinher (III.), (1243) junior Burggraf von Meißen, († nach 19. Mai 1297); ⚭ N.N. von Lobdeburg-Arnshaugk († vor 1317), Tochter von Hartmann von Lobdeburg-Bergow (–1237) und Christina von Meißen (–1251)
D1. Meinher III. (IV.), Burggraf von Meißen (* 1246; † 30. August 1308); ⚭ Sophie († zw. 4. März 1313 und 19. Oktober 1317; bestattet im Kloster Altzella)
E1. Hermann III., Burggraf von Meißen, (1324) Graf von Hartenstein, urkundlich 1308 bis 1341 (* vor 1308; † vor 9. März 1351; bestattet im Zisterzienserkloster Altzella); ⚭ (um 1330) Willibirg von Querfurt († 20. Oktober 1336; bestattet im Zisterzienserkloster Altzella)
F1. Herman IV., Burggraf von Meißen, urkundlich 1346 bis 1348, († nach 1349; bestattet im Meißner Dom)
F2. Meinher V. (VI.), Burggraf von Meißen, 1351 Übernahme der Herrschaft gemeinsam mit seinem Bruder Berthold I. nach Beendigung der Vormundschaft durch Meinher IV., 1381 brüderliche Teilung der Herrschaft. Meinher erhielt die Grafschaft Hartenstein und Berthold I. die Grafschaft Frauenstein im östlichen Erzgebirge, urkundlich 1348, (* um 1335; † zw. 29. September 1386 und 6. Dezember 1386; ▭ im Meißner Dom); ⚭ Sophie von Schwarzburg, urkundlich 1353 bis 1394, († um 1394), Tochter von Graf Heinrich VIII. (IX.) von Schwarzburg (–1358) und Helene von Schauenburg (–1341)
G1. Heinrich I., 1388 Übernahme der Burggrafschaft Meißen, (* vor 1381; † 1423; bestattet im Meißner Dom); ⚭ Katharina (von Gleichen?)
H1. Heinrich II. (†† ⚔ 15. Juni 1426 in der Schlacht bei Aussig), Sein Leichnam wurde nicht gefunden
→ Meinheringer-Linie der Burggrafen von Meißen erloschen. König Sigismund belehnt (21. Juli 1426 in Blindenburg) Heinrich I. von Plauen mit der Burggrafschaft Meißen und der Grafschaft Hartenstein
H2. Constantia († nach 1423) ⚭ (1408) Heinrich IV. von Waldenburg († nach 1435), Sohn von Johann von Waldenburg (* vor 1360; † nach 1385)
H3. Katharina (* vor 1435; † nach 1449)
H4. Sophie († nach 3. Juni 1435) ⚭ Friedrich XII. von Schönburg-Glauchau (* 1391; †† ⚔ 16. Juni 1426 in der Schlacht bei Aussig), Sohn von Veit I. von Schönburg-Glauchau († vor 1422) und Jutta von Leisnig († vor 1420)
G2. Helene (* 1360 auf Burg Hartenstein; † 13. Juli 1393 in Kölleda); ⚭ (1389 auf Burg Hartenstein) Graf Friedrich XIV. von Beichlingen-Wiehe (* um 1350 in Beichlingen; †† ⚔ 15. Juni 1426 in der Schlacht bei Aussig), (⚭ II: Mechtild (Mathilde) von Mansfeld (* um 1375; † 1447), Tochter von Graf Burchard VIII. (V.) von Mansfeld (–1389/1391) und Agnes von Braunschweig-Lüneburg (1356–1430/1434)), Sohn von Graf Heinrich IV. von Beichlingen (1313–1386) und Gräfin Sophia von Regenstein (1324–1366)
F3. Berthold I., Burggraf von Meißen, Graf von Hartenstein, 1351 Übernahme der Herrschaft gemeinsam mit seinem Bruder Meinher V. nach Beendigung der Vormundschaft durch Meinher IV., 1381 brüderliche Teilung der Herrschaft. Meinher erhielt die Grafschaft Hartenstein und Berthold I. die Grafschaft Frauenstein im östlichen Erzgebirge, (* um 1335; † 4. Dezember 1398; bestattet im Meißner Dom); ⚭ Elisabeth († 16. Februar 1404)
G1. Meinher VI., Graf zu Frauenstein, (* vor 1381; †† nach 1403; bestattet im Meißner Dom)
F4. Albrecht, Burggraf von Meißen, urkundlich 4. April 1381
E2. Meinher IV. (V.), Burggraf von Meißen, (1323) Graf von Hartenstein, (1341) Landrichter in Meißen und dem Pleißenland, (* vor 1308; † zw. 7. Juni 1352 und 24. Februar 1355; bestattet im Meißner Dom)
E3. Albert, urkundlich 1317 bis 1319, (* vor 1308; † nach 1319)
E4. Sophia, urkundlich 1349 († 5. August 1366); ⚭ Borso von Riesenburg, urkundlich 1349 bis 1389, († nach 1389)
D2. Agnes, urkundlich 1289 bis 1317, († nach 1317); ⚭ (vor März 1289) Burggraf Albrecht II. von Leisnig († vor 1309), Sohn von Burggraf Albero II. von Groitzsch und Leisnig (–) und der N.N. (–)
D3. Gertrud (* um 1300; † nach 20. Juli 1312); ⚭ Burggraf Otto III. zu Dohna († 1289/1321), Sohn von Burggraf Otto II. von Dohna (–1256/17. April 1287) und Christiane von Schwarzburg
C2. Hermann (II.), (1245) junior Burggraf von Meißen, (* 1233; † nach 8. Juni 1245)
C3. Johann, urkundlich 1259 bis 1299, (1259) Domherr zu Meißen, (um 1264) Propst zu Zscheila, (1299) Propst zu Wurzen, († um 1299)
C4. Boizlaus, urkundlich 1264, († vor 1. September 1286)
C5. Bernhard, Burggraf von Meißen, († vor 1. Juli 1299); ⚭ Gertrud († nach 1. Juli 1299)
C6. Albert, (1275) Domherr zu Köln, (1283–1288) Komtur zu Königsberg, (1292) Ritter des Deutschen Ordens, urkundlich 1264, († nach 14. Februar 1304)
B2. Hermann II. (I.), (1215–1268) Burggraf von der Neuenburg, (1230–1268) Graf von Mansfeld (1/2), (1245) Burggraf von Freyburg, Stifter der osterländischen Linie (erloschen um 1370), (* 1214; † zw. 29. März 1269 und 18. Juli 1271); ⚭ I: (vor 1229) Gertrud von Mansfeld († nach 1230), Tochter von Graf Burchard I. von Mansfeld (1185–1229), (1200) Graf von Mansfeld, (1215) zu Burg Schkopau, (1225) Vogt von Gerbstedt, gründet 1229 Kloster Helfta, und Elisabeth von Schwarzburg (–1229/1233); ⚭ II: (21. Januar 1236 in Linz) N.N.; Nachkommen siehe hier
B3. Mechtild, 1218 Gründerin des Klosters Beuditz bei Weißenfels, († nach 1220); ⚭ Graf Konrad von Lobdeburg († 1203/vor 1218), Sohn von Graf Hartmann von Lobdeburg und Alerheim (−1184/1186) und N.N. von Magdeburg (–)

## Die Burggrafen von der Neuenburg 1215–1297, Grafen von Mansfeld 1230–1319 und Grafen von Osterfeld 1258–1349
Hermann II. (I.), (1215–1268) Burggraf von der Neuenburg, (1230–1268) Graf von Mansfeld (1/2), (1245) Burggraf von Freyburg, (* 1214; † zw. 29. März 1269 und 18. Juli 1271); ⚭ I: (vor 1229) Gertrud von Mansfeld († nach 1230), Tochter von Graf Burchard I. von Mansfeld (1185–1229), (1200) Graf von Mansfeld, (1215) zu Burg Schkopau, (1225) Vogt von Gerbstedt, gründet 1229 Kloster Helfta, und Elisabeth von Schwarzburg (–1229/1233); ⚭ II: (21. Januar 1236 in Linz) N.N.
A1. [I] Burchard (Burkhard), (1246) von der Neuenburg, (1251) Burggraf von Freyburg, (* vor 1246; †† nach 22. März 1278)
A2. [I] Hermann III. (II.), (1256–1297) Burggraf von der Neuenburg, (1269) Graf von Mansfeld, (1277) Osterfeld und (1275–1279) Berka, (1303) Burggraf von Freyburg, urkundlich 1251 bis 1308, (* vor 1251; † um 1304/1308); ⚭ (vor 1269) Heilwig von Berka († nach 1285), Tochter von Graf Dietrich III. von Berka (–1251/1252) und Heilwig von Lobdeburg (–1252)
B1. Elisabeth (Elsa) von der Neuenburg, Erbin von Berka, urkundlich 1280, (* vor 1280; † nach 3. Juni 1320); ⚭ (vor 8. Juli 1280) Graf Friedrich von Rabenswald und Wiehe, urkundlich 1259 bis 1307, (* vor 1259; † vor 11. August 1312), Sohn von Graf Albert I. Rabenswald und Wiehe († 1255)
B2. Tochter von der Neuenburg
B3. Tochter von der Neuenburg
A3. [I] Meinher von der Neuenburg, (1245–1271) Dompropst von Naumburg, (1272–1280) Bischof von Naumburg, (* vor 1246; †† zw. 20. August 1280 und 27. November 1280)
A4. [I] Günther von der Neuenburg, (1250) Graf von Mansfeld, (1250) Domherr, (1271–1276) Vitztum, (1272) Archidiakon, (1289–1293) Dompropst zu Halberstadt, (1295) Domherr zu Naumburg, (1299) Archidiakon zu Gatersleben, (1303) Domthesaurarius zu Naumburg, (* vor 1250; †† (vor 15. Juli) 1303)
A5. [I] Heinrich, (1256–1297) Burggraf von der Neuenburg, (1258–1275) Graf von Osterfeld, (1275) Graf von Mansfeld, urkundlich 1253 bis 1304, († vor 1305); ⚭ N.N.
B1. Gertrud von Osterfeld, Nonne im Kloster Beuditz, urkundlich 1292 bis 1293, († nach 1293)
B2. Elisabeth von Osterfeld, Nonne im Kloster Beuditz, urkundlich 1292 bis 1293, († nach 1293)
B3. Heinrich von Osterfeld, (1304–1306) Domvikar zu Naumburg, urkundlich 1286, († vor 1340); ⚭ N.N.
C1. Johann, Graf von Osterfeld, urkundlich 1349 bis 1352, († nach 1352)
C2. Günther, Graf von Osterfeld, (1370) DO-Mitglied, urkundlich 1349 bis 1370, († nach 1370)
C3. Nikolaus, Graf von Osterfeld, urkundlich 1330 bis 1349, (†† nach 1349)
B4. Meinher, Graf von Osterfeld, urkundlich 1304, († vor 1330); ⚭ N.N.
C1. Hermann VI., Graf von Osterfeld, urkundlich 1349, († um 1349)
B5. Johann, Graf von Osterfeld, urkundlich 1304 bis 1349, († um 1349); ⚭ N.N.
C1. Hermann, Graf von Osterfeld, urkundlich 1349, († nach 1349), jedoch ohne Kinder, da es sich vermutlich bei den Kindern um die Söhne von B3 (hier C1 und C2) handelt.
A6. [I] Hermann von der Neuenburg, (1271–1306) Domherr zu Naumburg, (1277) Kanoniker zu Zeitz, (1277–1306) Archidiakon des Pleißenlandes urkundlich 1267 bis 1311 (* vor 1267; †† nach 1313)
A7. [I] Heinrich, (1270) Graf von Osterfeld, (1277) Burggraf von der Neuenburg, (1303) Graf von Neuenburg, (* 1267; † zw. 26. Juli 1305 und 12. Mai 1319); ⚭ N.N.
B1. Heinrich, Graf von Osterfeld und Burgmann zu Osterfeld, urkundlich 1330, (†† vor 1349)
A8. [II] Ermentrud von der Neuenburg, (1280) Priorin im Kloster Beuditz, urkundlich 1267 bis 1285, († um 1285)
A9. [II] Tochter von Naumburg, Nonne im Kloster Beuditz, († nach 1267)
A10. [?] Albert, Graf von Mansfeld, urkundlich 1260
A11. [?] Ulrich, (1306) Mönch zu Kloster St. Georg (Naumburg)

## ADB/NDB
- Dieter Rübsamen: Meißen, Burggrafen von. (Meinheringer). In: Neue Deutsche Biographie (NDB). Band 16, Duncker & Humblot, Berlin 1990, ISBN 3-428-00197-4, S. 690 (Digitalisat).

1. ↑  Heinrich Theodor Flathe: Heinrich I. von Hartenstein. In: Allgemeine Deutsche Biographie (ADB). Band 11, Duncker & Humblot, Leipzig 1880, S. 546 f.